# Steinbrinker-Ströhener Masch
Die Steinbrinker-Ströhener Masch ist ein Naturschutzgebiet im niedersächsischen Flecken Diepenau in der Samtgemeinde Uchte im Landkreis Nienburg und der Gemeinde Wagenfeld im Landkreis Diepholz.
Das Naturschutzgebiet mit dem Kennzeichen NSG HA 153 ist rund 325 Hektar groß.  Das Naturschutzgebiet ist vollständig Bestandteil des EU-Vogelschutzgebietes „Diepholzer Moorniederung“. Im Norden und Westen grenzt es an den Naturpark Dümmer bzw. reicht in diesen hinein. Das Gebiet steht seit dem 14. November 1991 unter Naturschutz. Es war zunächst rund 255 Hektar groß. Im Sommer 2017 wurde es auf seine jetzige Größe erweitert. Dabei wurden Flächen im Westen, die Bestandteil des Vogelschutzgebietes sind, in das Naturschutzgebiet einbezogen. Zuständige untere Naturschutzbehörden sind die Landkreise Nienburg und Diepholz.
Das Naturschutzgebiet liegt nördlich von Diepenau, östlich von Wagenfeld und westlich von Uchte in der Diepholzer Moorniederung. Im Osten grenzt es direkt an das Naturschutzgebiet „Uchter Moor“, im Süden an das Naturschutzgebiet „Nordeler Bruch“. In den Grenzlagen zu den Moorgebieten kommt dem Naturschutzgebiet eine Pufferfunktion zu.
Das Gebiet stellt Grünlandflächen auf Niedermoor unter Schutz. Die Grünlandflächen, die zeitweise durch Grabenstaue vernässt werden, unterliegen überwiegend einer extensiven landwirtschaftlichen Nutzung und bieten so Wiesenvögeln Lebensraum. So sind hier u. a. Bekassine, Rotschenkel, Kiebitz und Großer Brachvogel heimisch. Teile der Nutzflächen im Naturschutzgebiet werden auch ackerbaulich genutzt. Auch diesen Flächen kommt eine Bedeutung als Lebensraum u. a. für Wachtel und Feldlerche sowie Kiebitz zu. Weiterhin sind im Gebiet z. B. Wiesenpieper und Schwarzkehlchen heimisch. Das Gebiet hat auch eine Bedeutung als Nahrungsbiotop für Vogelarten der angrenzenden Hochmoore. Waldflächen und sonstige Gehölzbestände dienen neben anderen Vogelarten Pirol, Neuntöter und Baumfalke als Lebensraum. Im Naturschutzgebiet vorkommende Wiesentümpel, die temporär Wasser führen, dienen Amphibien als Lebensraum.